# The Adventures of Tintin: The Secret of the Unicorn (datorspel)
The Adventures of Tintin: The Secret of the Unicorn (The Adventures of Tintin: The Game i Nordamerika) är ett actionäventyrsspel baserat på filmen Tintins äventyr: Enhörningens hemlighet. Det släpptes i Europa den 21 oktober 2011. Spelet utvecklades av Ubisoft Montpellier tillsammans med producenterna av filmen, och utgavs av Ubisoft.

## Gameplay
Spelet är ett plattformsspel. Spelaren styr främst Tintin, men i den slutliga striden med Allan, styr spelaren Kapten Haddock. Tintins hund Milou kan följa doften av Tintin, råttor och andra människor och varelser. Milou kan även skrämma iväg farliga varelser.
| Mottagande      | Mottagande      |
| Recensionsbetyg | Recensionsbetyg |
| Publikation     | Betyg           |
| --------------- | --------------- |
| 1UP.com         | D               |
| Edge            | 6/10 stjärnor   |
| Eurogamer       | 7/10 stjärnor   |